# Dibriwka (hromada Komysznia)
Dibriwka (ukr. Дібрівка) – osiedle na Ukrainie, w obwodzie połtawskim, w rejonie mirhorodzkim, w hromadzie Komysznia. W 2001 liczyło 105 mieszkańców.